# Glycyphana nigra
Glycyphana nigra är en skalbaggsart som beskrevs av Miksic 1986. Glycyphana nigra ingår i släktet Glycyphana och familjen Cetoniidae. Inga underarter finns listade i Catalogue of Life.